# 칭찬표☆센세이션
칭찬표☆센세이션(일본어: ハナマル☆センセイション)은 TV 애니메이션 아이들의 시간 (만화 원작)의 1기 엔딩 테마이며 Little Non의 네 번째 싱글인 "ハナマル☆センセイション/愛情◎エデュケイション"의 타이틀 곡이다.. 2007년 10월 12일에 Mellow Head를 통해 발매되었다.

## 가사
| 일본어                                           | 일본어 발음                                       | 해석                                           |
| ------------------------------------------------ | ------------------------------------------------- | ---------------------------------------------- |
| げっちゅ！                                       | Getchu!                                           | Getchu!                                        |
| ルールにしばってピンチ！泣いたたたー             | 루-루니 시밧테 핀치! 나이타타타-                  | 룰에 묶여서 위기! 울어버렸어-                  |
| げんなりがっつりぷっつりCで飛んだかな            | 겐나리 갓츠리 풋츠리 시데 톤다카나                | 싫증 나고 귀찮은데 C로 날아가 버렸나           |
| 食べたいならオススメ 天然だよー                  | 타베타이나라 오스스메 텐넨다요-                   | 먹고 싶은 거라면 추천할게 천연이야             |
| どっきん ハナマル笑顔がぶっぶっぶっー            | 돗킨 하나마루 에가오가 붓붓붓-                    | 두근! 하나마루 웃음이 뿌 뿌 뿌                 |
| げっ！？ダメ！LOVE LOVE♡ 10年も待てない          | 겟!? 다메! LOVE LOVE♡ 쥬-넨모 마테나이            | Get!? 안돼! LOVE LOVE♡ 10년도 못 기다려        |
| 我慢できない 夢見る Ａll ｎight                  | 가만데키나이 유메미루 Ａll ｎight                 | 참을 수 없어서 꿈을 꾸는 매일밤.               |
| 言うこときくよ maybe あなたならソッコーwedding   | 유우코토키쿠요 maybe 아나타 나라 솟코ーwedding    | 하는 말 들을테니 maybe 당신이라면 바로 웨딩!   |
| あいちゅ？だけじゃNoNo! オトナ脳！               | 아이츄? 다케쟈 NoNo! 오토나 노우!                 | 뽀뽀? 만으론 No No!! 어른의!                   |
| ヤバイ＆強引ゴー！イン☆                          | 야바이&아이니 고-! 인☆                            | 위험해&막무가내로☆ Go-! In☆                    |
| 聞こえすぎだよheartbeat あたしらく行動baby       | 키코에스기다요 heartbeat 아타시라시쿠 코우도-baby | 너무 잘 들려 Heartbeat 나답게 행동 - baby      |
| きっと言葉じゃ 伝わらないぬくもり キスしてよ     | 킷토 코토바쟈 츠타와라나이 누쿠모리 키스시테요    | 분명 말로는 전할 수 없는 따뜻함, 키스해줘요    |
| 地球丸ごとひっくり返しちゃえ 今                  | 치큐마루고토 힛쿠리 카에시챠에 이마               | 지구를 통째로 뒤집어 버릴테야 지금-            |
| げっちゅ！                                       | Getchu!                                           | Getchu!                                        |
| リアルに乙女のパンチ！効いたかな？               | Real니 오토메노 판치 ! 키이타카나?                | Real에서 소녀의 펀치! 통했을려나?              |
| あんまりびっくりばっちりグーで引いたかな         | 안마리 빗쿠리 밧치리 구- 데 히이타카나            | 너무 깜짝 놀라는데 확실히 좀 깼나              |
| 細かいコトありでも先制がイイ                     | 코마카이 코토 아리데모 센세이가 이이              | 세세한 걸림돌이 있어도 선제공격이 좋아         |
| Lucky おっきい耳たぶにがぶー                     | Lucky 옷키- 미미타부니 가부-                      | Lucky 큰 귀의 귓볼에 후우~                     |
| Kiｓｓ!                                          | Kiｓｓ!                                           | Kiｓｓ!                                        |
| ルールにしばってピンチ！泣いたたたー             | 루-루니 시밧테 핀치! 나이타타타-                  | 룰에 묶여서 위기! 울어버렸어-                  |
| げんなりがっつりぷっつりCで飛んだかな            | 겐나리 갓츠리 풋츠리 시데 톤다카나                | 싫증 나고 귀찮은데 C로 날아가 버렸나           |
| 食べたいならオススメ 天然だよー                  | 타베타이나라 오스스메 텐넨다요-                   | 먹고 싶은 거라면 추천할게 천연이야             |
| どっきん ハナマル笑顔がぶっぶっぶっー            | 돗킨 하나마루 에가오가 붓붓붓-                    | 두근! 하나마루 웃음이 뿌 뿌 뿌                 |
| baby want you・・・はぁ～                        | baby want you・・・아아～                         | baby want you・・・아아～                      |
| もう！もう！                                     | 모-! 모-!                                         | 정말! 정말!                                    |
| なんだかほわぁん♪ でもぴりって痛いよぅ           | 난다카 호와-안♪ 데모 피릿테 이타이요              | 뭔가 호왕♪ 그치만 톡쏘면 아파요                |
| 腐ったもの出すべきだわ！                         | 쿠삿타모노 다스베키다와!                          | 상한 음식이라도 내와야 겠어                    |
| こんな世界はCrazy 私たち一層ハッピー             | 콘나 세카이와 Crazy 와타시타치나라 잇소 핫피-     | 이런 세계는 Crazy, 우리라면 차라리 Happy       |
| 勘違いした常識とか全部 いらないよ                | 칸치가이시타 죠-시키토카 젠부 이라나이요          | 착각했어. 상식은 전부 필요없어요               |
| 本気モードで ビュッって追い越しちゃえ 今         | 혼키모-도데 븃테 오이코시챠에 이마                | 진심모드로 추월해버려 당장                     |
| げっちゅ！                                       | Getchu!                                           | Getchu!                                        |
| 輝しましまパンチ！見えたかな？                   | 카가야 시마시마 판치! 미에타카나?                 | 빛나는 줄무늬 팬티! 보였을려나?                |
| まみむめもっちりぐっちゃりごーちゃりでどうかな？ | 마미무메못치리 굿챠리 고-챠리데 도-카나?          | 가나다라말랑말랑 끈적끈적하게 섞여서 어떨려나? |
| 頭の中天使も悪魔すし詰めギュ                     | 아타마노 나카 텐시모 아쿠마 스시츠메 gyu          | 머릿 속에 천사도 악마답지 않아서 꼬옥          |
| ドッカン！甘く見ないでちょうだいー！             | 돗캉! 아마쿠 미나이데 쵸-다이-!                   | 콰쾅! 만만하게 보지 말아줄래!                  |
| イェイ！                                         | Yeah!                                             | Yeah!                                          |
| 放課後居残りなんて！あいたたたー                 | 호-카고 이노코리난테! 아이타타타                  | 방과후에 남아라니! 빈틈 틈 틈                  |
| でも2人っきり 教室 嬉しいナ                      | 데모 후타리키리 쿄시츠 우레시이나                 | 그래도 둘 만의 교실. 즐거워                    |
| このままずっと 時間も止まればいいのにな          | 코노 마마 즛토 지캉모 토마레바이이노니나          | 이대로 쭉 시간이 멈추면 좋겠는데               |
| 接近 ハナマル笑顔にちゅ ちゅ ちゅ                | 셋킨 하나마루 에가오니 chu chu chu                | 접근 하나마루 웃음에 쪽 쪽 쪽                  |
| 老若男女も関係ない                               | 로-냐쿠 난뇨묘 칸케이나이                         | 남녀노소 따윈 상관없어                         |
| 今しかないじかんを遊んじゃうんだぁ！             | 이마시카 나이 지캉오 아손쟈운다!                  | 지금밖에 없는 시간을 즐기는 거야!              |
| おういぇ！                                       | Oh-Yeah!                                          | Oh-Yeah!                                       |
| げっちゅ！                                       | Getchu!                                           | Getchu!                                        |
| リアルに乙女のパンチ！効いたかな？               | Real니 오토메노 판치 ! 키이타카나?                | Real에서 소녀의 펀치! 통했을려나?              |
| あんまりびっくりばっちりグーで引いたかな         | 안마리 빗쿠리 밧치리 구- 데 히이타카나            | 너무 깜짝 놀라는데 확실히 좀 깼나              |
| 細かいコトありでも先制がイイ                     | 코마카이 코토 아리데모 센세이가 이이              | 세세한 걸림돌이 있어도 선제공격이 좋아         |
| Lucky おっきい耳たぶにがぶー                     | Lucky 옷키- 미타부니가부-                         | Lucky 큰 귀의 귓볼에 후우~                     |
| Kiｓｓ！                                         | Kiｓｓ！                                          | Kiｓｓ！                                       |
| ルールにしばってピンチ！泣いたたたー             | 루-루니 시밧테 핀치! 나이타타타-                  | 룰에 묶여서 위기! 울어버렸어-                  |
| げんなりがっつりぷっつりCで飛んだかな            | 겐나리 갓츠리 풋츠리 시데 톤다카나                | 싫증 나고 귀찮은데 C로 날아가 버렸나           |
| 食べたいならオススメ 天然だよー                  | 타베타이나라 오스스메 텐넨다요-                   | 먹고 싶은 거라면 추천할게 천연이야             |
| どっきん ハナマル笑顔がぶっぶっぶっー            | 돗킨 하나마루 에가오가 붓붓붓-                    | 두근! 하나마루 웃음이 뿌 뿌 뿌                 |
| ございくは                                       | 고자이쿠와                                        | 꾸민 말 따윈                                   |
| いらない                                         | 이라나이                                          | 필요없어                                       |
| ココロごと                                       | 코코로고토                                        | 마음으로                                       |
| ぶつかれ                                         | 부츠카레                                          | 부딪치는 거야                                  |

## 표절 의혹
The Offspring의 One Fine Day와 곡조가 비슷해 표절 의혹이 제기되기도 하였다.

## 같이 보기
- 아이들의 시간